# Vi (film)
Vi är en svensk långfilm med regi av Mani Maserrat och manus av Jens Jonsson. Bland skådespelarna finns bland andra Gustaf Skarsgård, Anna Åström, Rebecca Ferguson, Sten Ljunggren, Kevin Vaz. Den 31 maj 2012 släpptes en 45 sekunder lång teaser på Youtube med olika scener ur filmen.
I en intervju med Aftonbladet berättar regissören att han pantsatt sin bostad för att kunna finansiera filmprojektet. Av en annan intervju i samma tidning framgår att Gustaf Skarsgård samt övriga skådespelare och filmarbetare ställde upp utan ersättning för att filmen skulle bli av. Sångerskan Sarah Dawn Finer bidrog även till finansieringen samt ställde upp med låtar, sång och musik och krögaren Niklas Ekstedt lånade ut sin krog som inspelningsplats.
Filmen hade biopremiär den 10 maj 2013.

## Handling
Ida (Anna Åström) och Krister (Gustaf Skarsgård) inleder en kärleksrelation, som till en början är väldigt fin men som successivt kvävs trots att de älskar varandra. Det destruktiva förhållandet bygger till en del på Kristers kontroll- och ägandebehov.

## Rollista
- Gustaf Skarsgård – Krister
- Anna Åström – Ida
- Rebecca Ferguson – Linda
- Sten Ljunggren – mäklaren
- Kevin Vaz – tonårskille